# بونتيبا
بونتيبا، (بالإنجليزية: Pontebba)‏، (الفريولية: بونتيبي، الألمانية: بونتافيل، السلوفينية: تابلجا)، هي بلدية في مقاطعة أوديني، في المنطقة الإيطالية فريولي فينيتسيا جوليا.,

## السكان
في سنة 1871 بلغ عدد السكان 3٬114 نسمة، وتطور العدد ليصل في سنة 2011 لـ 1٬503 نسمة.
يظهر هذا المخطط البياني تطور النمو السكاني لـ بونتيبا